# Diocesi di Filomelio
La diocesi di Filomelio (in latino Dioecesis Philomeliensis) è una sede soppressa del patriarcato di Costantinopoli e una sede titolare della Chiesa cattolica.

## Storia
Filomelio, corrispondente alla città di Akşehir nell'odierna Turchia, è un'antica sede episcopale della provincia romana della Frigia Salutare nella diocesi civile di Asia e nel patriarcato di Costantinopoli.
Originariamente suffraganea dell'arcidiocesi di Antiochia in Pisidia, nel IX secolo entrò a far parte della nuova metropolia di Amorio, come documentano le Notitiae Episcopatuum del patriarcato di Costantinopoli, nelle quali la diocesi è segnalata fino al XII secolo.
Una comunità cristiana a Filomelio è attestata già nella seconda metà del II secolo. Eusebio di Cesarea riporta, nella sua Historia ecclesiastica, che nel 196 la Chiesa di Smirne scrisse a quella di Filomelio per annunciare il martirio di san Policarpo.
Sono nove i vescovi attribuiti a quest'antica diocesi. Teosebio venne rappresentato dal prete Basso nel concilio di Costantinopoli del 381. Il nome corrotto di un vescovo (Epicureo o Paregorio o Gregorio) è riportato da un'iscrizione scoperta a Akşehir e datata al IV secolo. Paolo intervenne al concilio di Calcedonia nel 451. Marciano sottoscrisse nel 458 la lettera dei vescovi della Pisidia all'imperatore Leone I dopo la morte del patriarca Proterio di Alessandria. Stefano nel 520 sottoscrisse, assieme a dieci metropoliti e a dieci vescovi, una lettera sinodale con la quale si annunciava a papa Ormisda la morte del patriarca Giovanni di Costantinopoli e l'elezione del suo successore Epifanio. Aristodemo partecipò al concilio di Costantinopoli del 553. Marino intervenne al terzo concilio di Costantinopoli nel 680 ed era presente al concilio detto in Trullo nel 692. Sisinnio assistette al secondo concilio di Nicea nel 787. Eutimio infine partecipò al Concilio di Costantinopoli dell'879-880 che riabilitò il patriarca Fozio di Costantinopoli.
Dal XVIII secolo Filomelio è annoverata tra le sedi vescovili titolari della Chiesa cattolica; la sede è vacante dal 23 maggio 1966.

## Cronotassi

### Vescovi greci
- Epicureo o Paregorio o Gregorio † (IV secolo)
- Teosebio † (menzionato nel 381)
- Paolo † (menzionato nel 451)
- Marciano † (menzionato nel 458)
- Stefano † (menzionato nel 520)
- Aristodemo † (menzionato nel 553)
- Marino † (prima del 680 - dopo il 692)
- Sisinnio † (menzionato nel 787)
- Eutimio † (menzionato nell'879)

### Vescovi titolari
- John Joseph Hornyold † (20 dicembre 1751 - 26 dicembre 1778 deceduto)
- Nicola d'Ambrosio † (29 marzo 1790 - ?)
- Francesco Saverio de Vita † (3 dicembre 1792 - ?)
- Joseph Ponsot, M.E.P. † (21 gennaio 1841 - 17 novembre 1880 deceduto)
- István Neszveda † (27 marzo 1884 - 20 aprile 1890 deceduto)[13]
- Antoni Andrzejewicz † (23 giugno 1890 - 15 settembre 1907 deceduto)
- Francesco Giacci † (29 aprile 1909 - 20 febbraio 1929[14] deceduto)
- Federico Emanuel, S.D.B. † (18 aprile 1929 - 12 novembre 1936 nominato vescovo di Castellammare di Stabia)
- Januarius Kyunosuke Hayasaka † (5 febbraio 1937 - 26 ottobre 1959 deceduto)
- James John Hogan † (27 novembre 1959 - 23 maggio 1966 nominato vescovo di Altoona-Johnstown)